# Pecari
Lợn cỏ (Pecari) là một chi động vật có vú trong họ Tayassuidae, bộ Artiodactyla. Chi này được Reichenbach miêu tả năm 1835. Loài điển hình của chi này là Dicotyles torquatus Cuvier, 1816 (= Sus tajacu Linnaeus, 1758).

## Hình ảnh

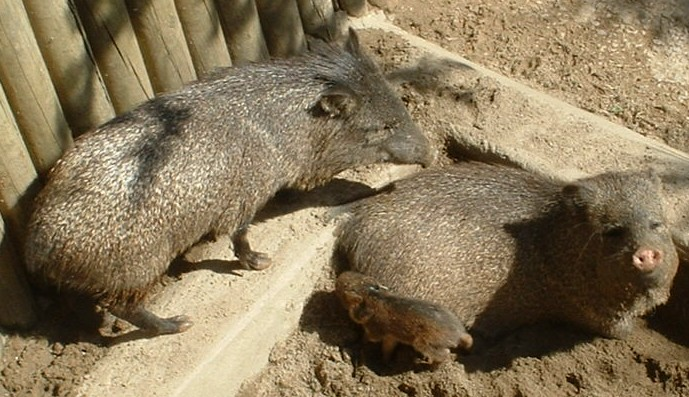
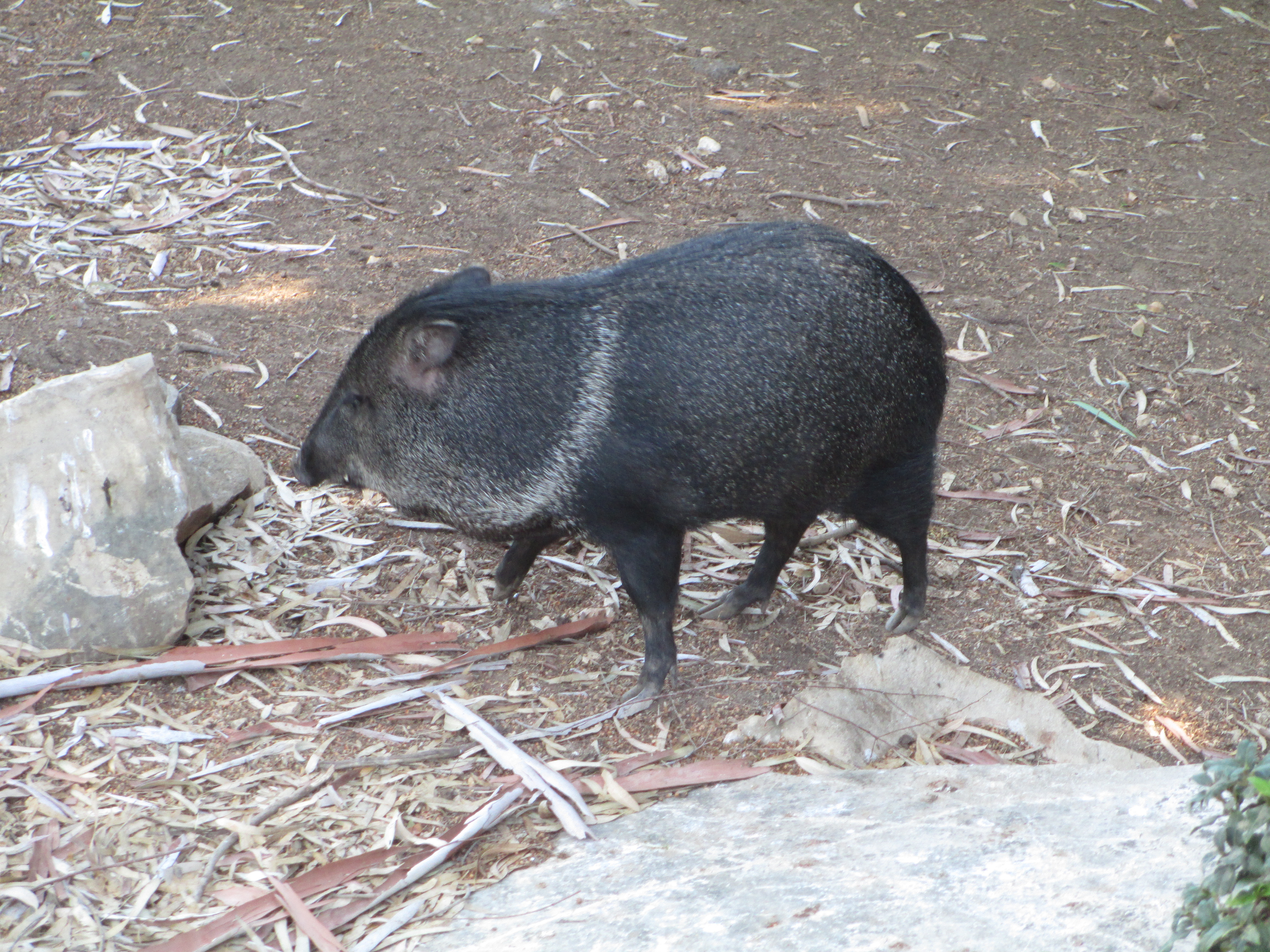
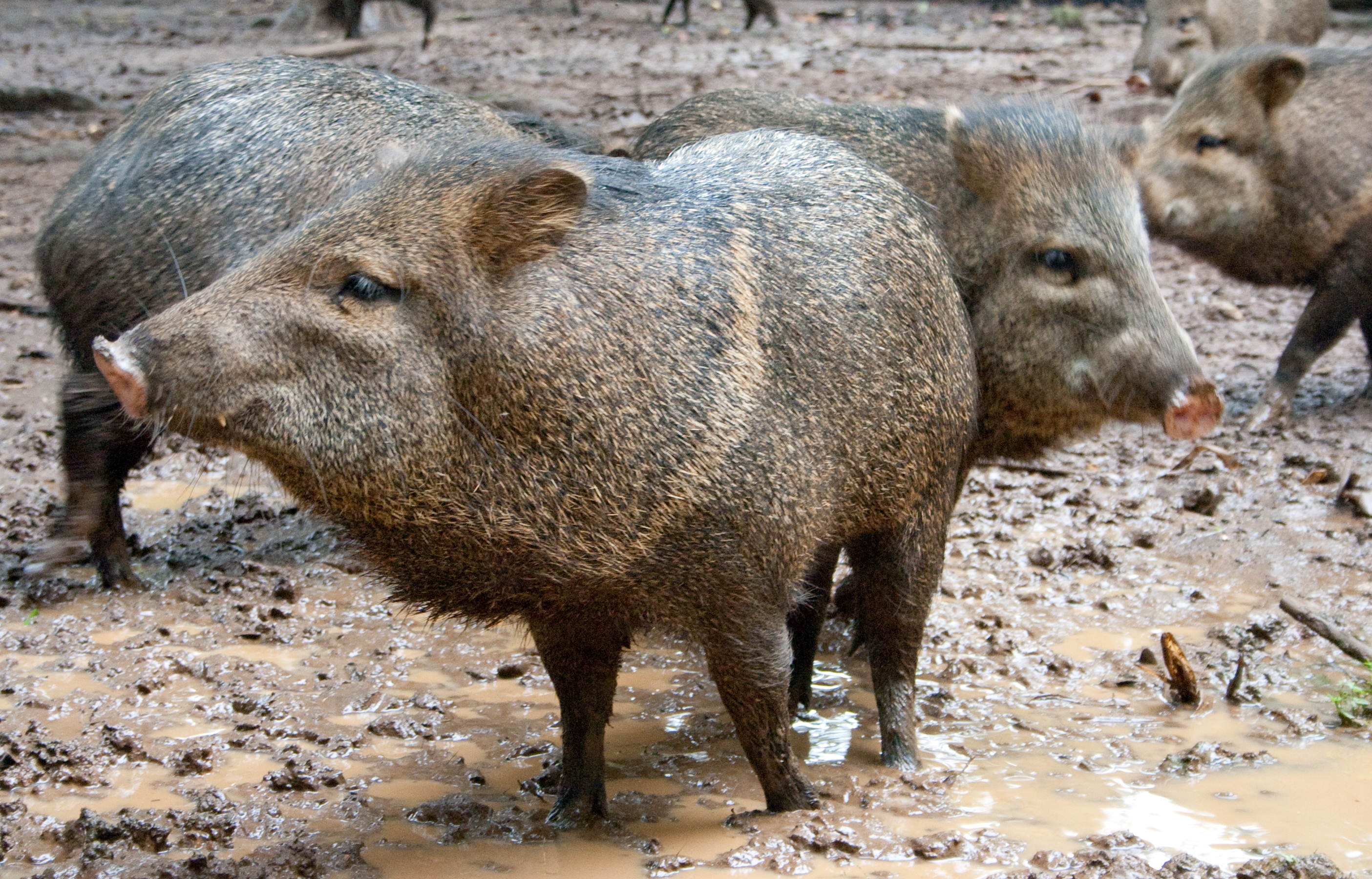
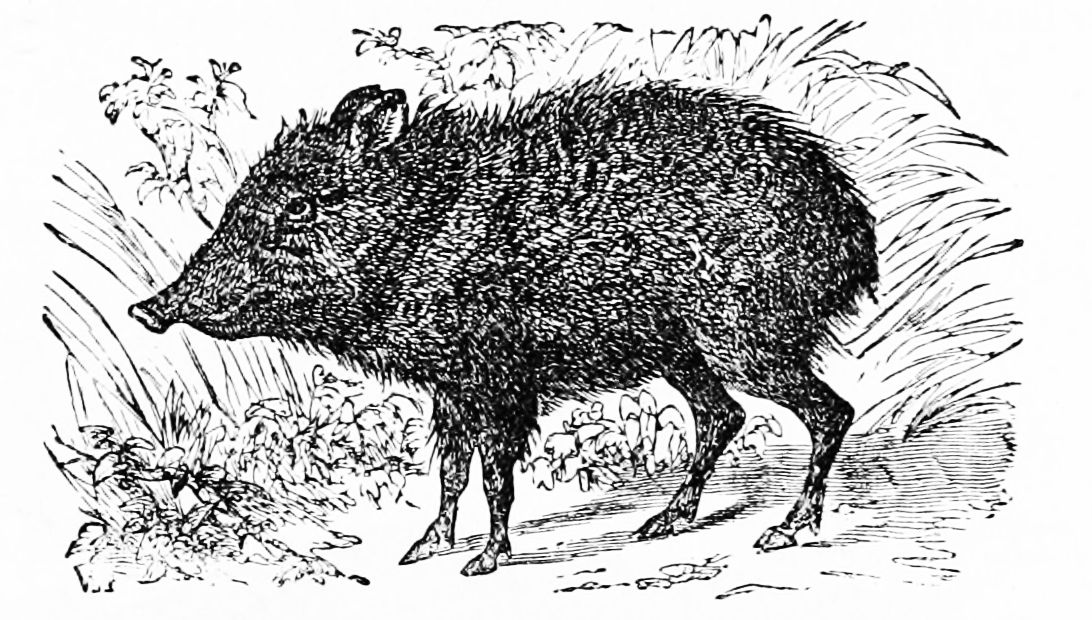

## Các loài
Chi này gồm các loài: